# Adam Shaheen
Adam Shaheen (Galena, 24 ottobre 1993) è un giocatore di football americano statunitense che milita nel ruolo di tight end per i Miami Dolphins della National Football League (NFL).

## Carriera professionistica

### Chicago Bears
Shaheen al college giocò a football alla Ashland University dal 2014 al 2016. Fu scelto dai Chicago Bears nel corso del secondo giro (45º assoluto) del Draft NFL 2017. Il 19 maggio firmò un contratto quadriennale da 5,91 milioni di dollari. Debuttò come professionista subentrando nella gara del primo turno contro gli Atlanta Falcons. La prima ricezione in carriera fu un touchdown su un passaggio da 2 yard del quarterback Mike Glennon nella vittoria del terzo turno sui Pittsburgh Steelers. La sua stagione da rookie si concluse con 12 ricezioni per 127 yard e 3 touchdown in 13 presenze, 7 delle quali come titolare.

### Miami Dolphins
Il 26 luglio 2020 Shaheen fu scambiato con i Miami Dolphins per una scelta del settimo giro.